# セブ市スポーツセンター
セブ市スポーツセンター (英語: Cebu City Sports Centre) はフィリピンのセブ市にあるスポーツセンターである。セブ・スポーツコンプレックスとも表記される。

## 概要
この施設はセブ市の式典を含む様々な行事を行うための場所として建設された。セブ市スポーツセンターはセブ市政府が所有、管理している。式典の他、様々な音楽コンサート、サッカーの試合などを含む様々なスポーツイベント、政府の行事などに使用されている。 
シヌログ祭を主催しているシヌログ財団はこのスポーツセンター内に事務所をおいており、シヌログコンテストは通常この施設で開催される。また、この施設はフィリピンのボクシング大会において多く利用されている。セブ市スポーツセンターはセブ市政府により、市としての問題を議論する場や就職説明会の開場として利用されている。また、2006年に平成18年台風第22号がセブ市付近を襲った際には、セブの海岸付近にあるバランガイの住民のための避難場所としても利用された。